# انکنباخ-آلزنبورن (فرباندسگماینده)
انکنباخ-آلزنبورن (فرباندسگماینده) (به آلمانی: Verbandsgemeinde Enkenbach-Alsenborn) یک منطقهٔ مسکونی در آلمان است که در Landkreis Kaiserslautern واقع شده‌است. انکنباخ-آلزنبورن ۱۹٬۲۱۵ نفر جمعیت دارد.